# Snelheidscontour

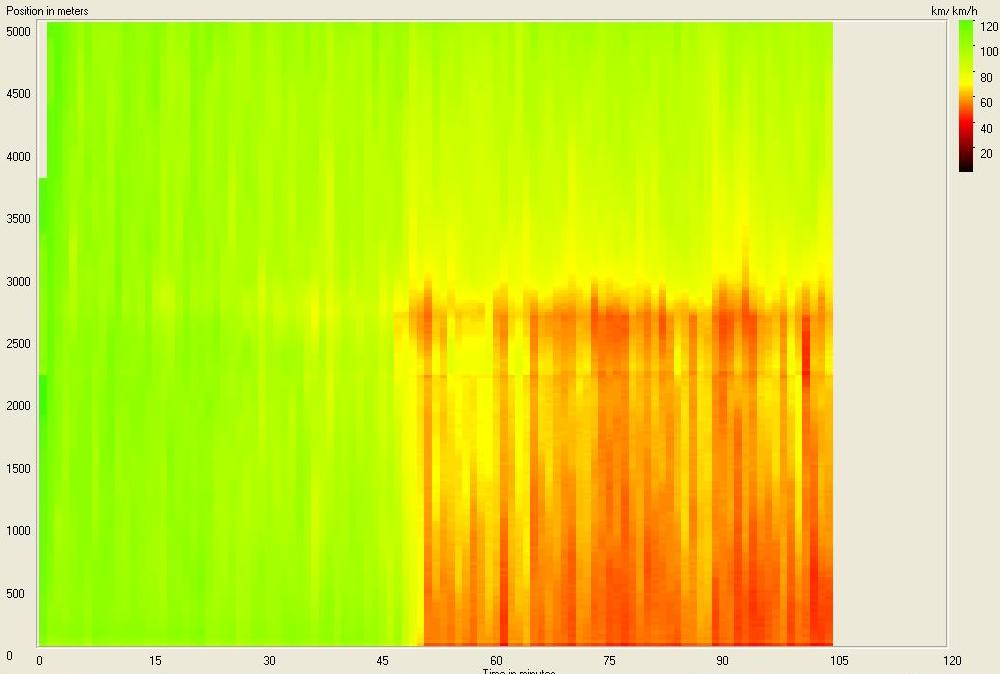
Voorbeeld van een snelheidscontourdiagram uit simulatie van een autosnelweg. Te zien is dat op t=50 congestie begint op de bouwen vanaf positie x=2900. Dit is de locatie van een drukke toerit

Een snelheidscontour is een term die wordt gebruikt binnen de verkeerskunde. Een snelheidscontour geeft in het tijd-weg vlak momenten en locaties weer met een gelijke snelheid (vergelijkbaar met de hoogtelijnen op een topografische kaart).
Meestal wordt met hulp van een diagram met kleuren die snelheden voorstellen, getoond hoe de verkeersafwikkeling op een wegvak (over x kilometer) gedurende een tijdsperiode (y-as) heeft plaatsgevonden. Een snelheidscontour plot kan gebruikt worden om onder andere de lengte, duur en tijdstip van ontstaan van een file te analyseren. Door op de y-as ook de kilometrering van de weg op te nemen, kan ook de locatie van de file goed getoond worden. 